# Aloísio Guimarães Sotero
Aloísio Guimarães Sotero (Vitória de Santo Antão, 1946) é um político brasileiro.
Foi Ministro da Educação interino no governo José Sarney, de 6 a 30 de outubro de 1987.